# 灣仔臨時海濱花園

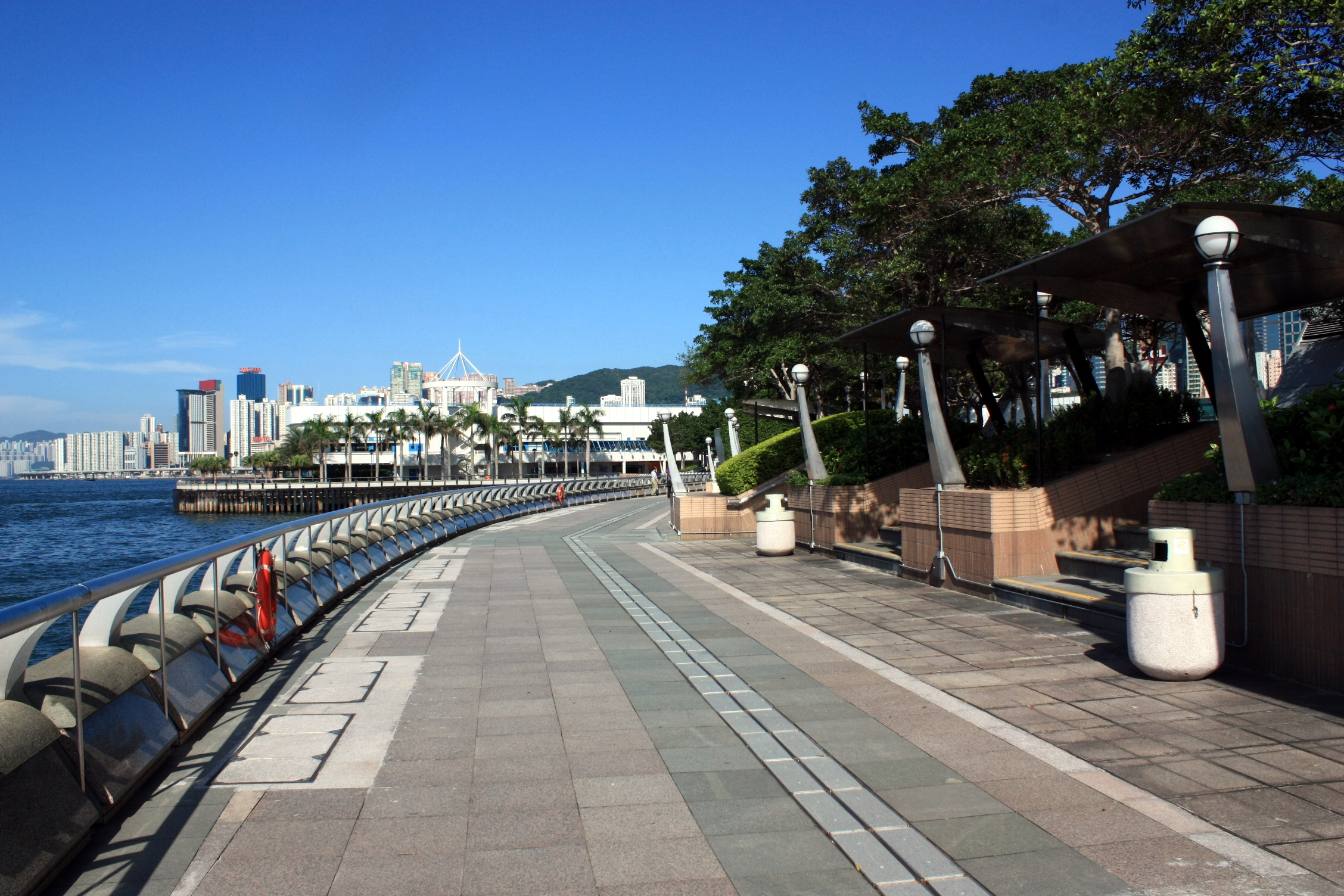
灣仔臨時海濱花園

灣仔臨時海濱花園（英語：Wan Chai Temporary Promenade）是香港的一個的海濱長廊，位於灣仔香港會議展覽中心新翼人工島北面的海旁，其後向西延伸到中西區海濱長廊，由康樂及文化事務署管理。該處是1997年7月舉行香港政權交接及香港特別行政區成立儀式的地方。
灣仔臨時海濱花園是觀賞維多利亞港兩岸的理想地點。花園佈局類似尖沙咀海濱花園，是一條沿海的散步走廊，海邊設有不鏽鋼欄杆。花園以西有新創建集團成員新世界第一旅遊的香港海龍遊碼頭，提供維港觀光船服務。
因為灣仔臨時海濱花園臨近金紫荊廣場和博覽海濱花園，兩者間亦無明顯分界，遊人多以為花園為金紫荊廣場或博覽海濱花園的一部份。
由2016年5月至2019年，香港動漫畫聯會獲商務及經濟發展局轄下「創意香港」的「創意智優計劃」贊助，於博覽海濱花園及灣仔臨時海濱花園部份範圍設置「香港動漫海濱樂園」展出30個本地原創動漫角色塑。為延續推廣香港動漫業，動漫畫聯會在「創意智優計劃」的贊助下，於2019年開展「香港動漫海濱樂園」第二期項目，在旅遊事務署等政府部門協助，重新設計現有樂園。第二期項目由2019年4月至2021年3月免費開放參觀。

## 外部連結
- 公眾遊樂場地的禁煙安排 - 灣仔區